# ریوسوکه هیسادومی
ریوسوکه هیسادومی (انگلیسی: Ryosuke Hisadomi؛ زادهٔ ۱۹ مارس ۱۹۹۱) بازیکن فوتبال اهل ژاپن است.